# Капачи
Капачи (итал. Capaci) је насеље у Италији у округу Палермо, региону Сицилија.
Према процени из 2011. у насељу је живело 9779 становника. Насеље се налази на надморској висини од 52 м.

## Становништво
| 1931. | 1936. | 1951. | 1961. | 1971. | 1981. | 1991.  | 2001.  | 2011.  |
| ----- | ----- | ----- | ----- | ----- | ----- | ------ | ------ | ------ |
| 3.581 | 3.843 | 4.570 | 4.467 | 5.469 | 7.923 | 10.610 | 10.164 | 11.030 |